# Andrew Robertson
Andrew Henry Robertson (Glasgow, Escocia, 11 de marzo de 1994) es un futbolista británico que juega como defensa en el Liverpool F. C. de la Premier League de Inglaterra.
Comenzó su carrera sénior en el Queen's Park en 2012 antes de unirse al Dundee United un año después. Su actuación durante su primera temporada como profesional lo llevó a ser nombrado Jugador Joven del Año de la PFA Escocia y también a hacer su debut internacional. Se unió al Hull City en julio de 2014 por una tarifa de £ 2,85 millones, antes de unirse al Liverpool en julio de 2017 por una tarifa no revelada, que se cree que es de £ 8 millones iniciales. Apareció en sucesivas finales de la Liga de Campeones de la UEFA en sus dos primeras temporadas, perdiendo la primera en 2018. Por sus actuaciones en la temporada 2018-19 de la Premier League, fue nombrado en el Equipo del Año de la PFA. Su tercera temporada lo vio desempeñar un papel integral cuando el Liverpool ganó la Premier League 2019-20.

## Trayectoria

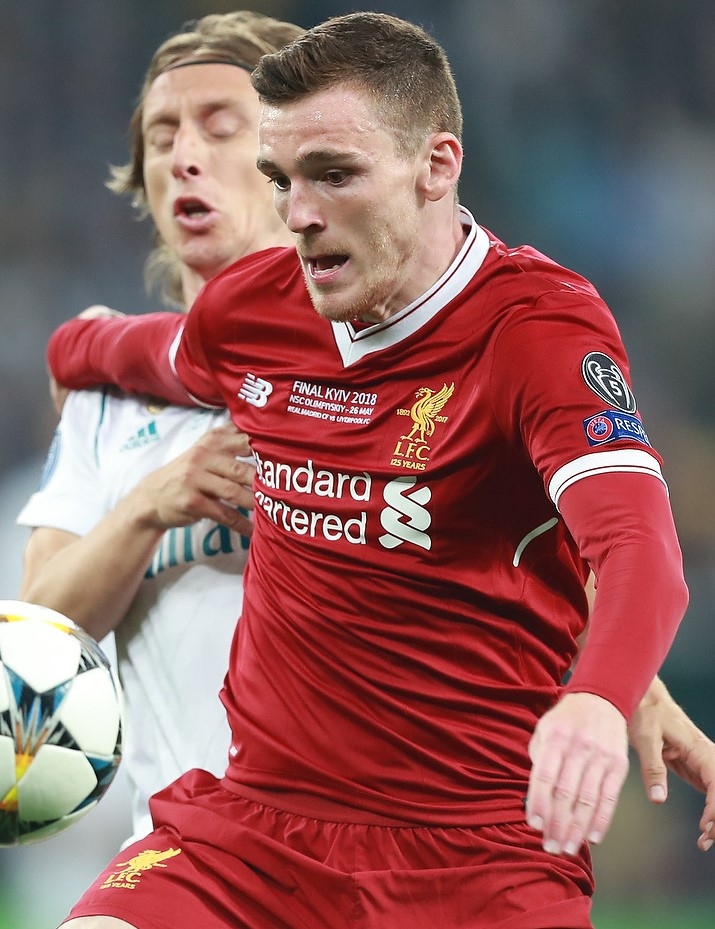
Robertson en el Liverpool contra el Real Madrid

### Inicios
Robertson, natural de Glasgow, se inició en la cantera del Celtic Glasgow. Con 15 años, fue descartado debido a su baja estatura por lo que decidió incorporarse a la cantera del humilde Queen's Park Football Club.
El 28 de julio de 2012 debutó con el primer equipo de las arañas, que se encontraba en la cuarta división escocesa, en un partido correspondiente a la Scottish Challenge Cup. En su primera campaña en el club disputó 43 partidos.

### Dundee United
Robertson firmó por el Dundee United, conjunto de la Scottish Premier League, junto con su compañero de su anterior club Aidan Connolly, el 3 de junio de 2013. De inmediato se convirtió en pieza clave del equipo, haciendo su debut en la primera jornada de la temporada en el empate 0-0 con Partick Thistle. El 22 de septiembre de 2013, Robertson anotó su primer gol con el Dundee United en el empate 2-2, contra Motherwell. Fue elegido como mejor jugador joven de la liga escocesa en el mes septiembre y como mejor jugador en noviembre de 2013.
El 12 de abril de 2014, Robertson jugó la semifinal de la Copa de Escocia contra el Rangers en el Ibrox Stadium, en donde el Dundee ganó 3-1. En abril de 2014, Robertson ganó el premio al mejor jugador joven del año en la temporada y también fue nombrado en el equipo del año de la Scottish Premiership de dicha temporada.

### Hull City
En julio de 2014, Dundee United aceptó una oferta de £ 2,85 millones por Robertson del conjunto inglés Hull City. El 16 de agosto hizo su debut en Premier League en una victoria por 0 a 1 ante el QPR. Robertson rápidamente se instaló en Hull y fue nombrado como mejor jugador del club en el mes de agosto del año 2014. Su primer gol para el Hull llegó el 3 de noviembre de 2015, en Championship, frente al Brentford donde abrió el marcador en una victoria por 0-2.
En la temporada 2016-17, tras haber logrado el ascenso a la Premier League, participó en treinta y tres encuentros de Premier y sufrió su segundo descenso con el club.

### Liverpool F. C.
El 21 de julio de 2017 fichó por el Liverpool a cambio de diez millones de libras. Uno de los motivos de su fichaje, según el estadístico Ian Graham, se debía a que, a pesar de haber descendido a Championship, había sido el mejor defensa joven en Gran Bretaña. El 19 de agosto debutó en un encuentro ante el Crystal Palace. Tras la lesión de Alberto Moreno en diciembre, comenzó a ser un fijo de las alineaciones de Jürgen Klopp en el lateral izquierdo. El 13 de mayo marcó su primer gol en la victoria (4-0) ante el Brighton & Hove. El 26 de mayo fue titular en la final de la Liga de Campeones ante el Real Madrid.

## Selección nacional
Comenzó su carrera en la selección sub-21 de fútbol de Escocia en octubre de 2013, haciendo su debut como sustituto en la victoria por 2-1 contra la selección de Eslovaquia.
Fue convocado por primera vez por Escocia en una lista para un amistoso, contra Polonia, el 5 de marzo de 2014. Él entró como suplente en el segundo tiempo, enfrentamiento en el que ganó Escocia 1-0, en la ciudad de Varsovia. Robertson debutó como titular para el equipo escocés, en un empate 2-2 contra Nigeria, el 28 de mayo de 2014.
Anotó su primer gol en un amistoso contra Inglaterra en el Celtic Park en noviembre de 2014, marcando el único tanto de su equipo en la derrota 3-1.
El 3 de septiembre de 2018 fue elegido capitán de la selección escocesa por el seleccionador Alex McLeish.
En 2023, con 62 partidos en los que había anotado 3 goles y dado 9 asistencias como jugador internacional, ayudó a la selección a clasificarse para la Eurocopa 2024, la cual sería la cuarta que iba a disputar Escocia en toda su historia y la segunda de forma consecutiva.

### Participaciones en Eurocopas
| Copa          | Sede     | Resultado    | Partidos | Goles |
| ------------- | -------- | ------------ | -------- | ----- |
| Eurocopa 2020 | Europa   | Primera fase | 3        | 0     |
| Eurocopa 2024 | Alemania | Primera fase | 3        | 0     |

## Estadísticas

### Clubes
Actualizado al último partido jugado el 15 de agosto de 2025.
| Club                          | Div.          | Temporada     | Liga  | Liga  | Liga   | Copas nacionales | Copas nacionales | Copas nacionales | Copas internacionales | Copas internacionales | Copas internacionales | Total | Total | Total  | Media goleadora |
| Club                          | Div.          | Temporada     | Part. | Goles | Asist. | Part.            | Goles            | Asist.           | Part.                 | Goles                 | Asist.                | Part. | Goles | Asist. | Media goleadora |
| ----------------------------- | ------------- | ------------- | ----- | ----- | ------ | ---------------- | ---------------- | ---------------- | --------------------- | --------------------- | --------------------- | ----- | ----- | ------ | --------------- |
| Queen's Park F. C. Escocia    | 4.ª           | 2012-13       | 36    | 2     | 3      | 7                | 0                | 0                | —                     | —                     | —                     | 43    | 2     | 3      | 0.05            |
| Queen's Park F. C. Escocia    | Total club    | Total club    | 36    | 2     | 3      | 7                | 0                | 0                | —                     | —                     | —                     | 43    | 2     | 3      | 0.05            |
| Dundee United F. C. Escocia   | 1.ª           | 2013-14       | 36    | 3     | 6      | 8                | 2                | 0                | —                     | —                     | —                     | 44    | 5     | 6      | 0.11            |
| Dundee United F. C. Escocia   | Total club    | Total club    | 36    | 3     | 6      | 8                | 2                | 0                | —                     | —                     | —                     | 44    | 5     | 6      | 0.11            |
| Hull City A. F. C. Inglaterra | 1.ª           | 2014-15       | 24    | 0     | 2      | 0                | 0                | 0                | —                     | —                     | —                     | 24    | 0     | 2      | 0               |
| Hull City A. F. C. Inglaterra | 2.ª           | 2015-16       | 45    | 3     | 5      | 7                | 1                | 0                | —                     | —                     | —                     | 52    | 4     | 5      | 0.08            |
| Hull City A. F. C. Inglaterra | 1.ª           | 2016-17       | 33    | 1     | 2      | 6                | 0                | 1                | —                     | —                     | —                     | 39    | 1     | 3      | 0.03            |
| Hull City A. F. C. Inglaterra | Total club    | Total club    | 102   | 4     | 9      | 13               | 1                | 1                | —                     | —                     | —                     | 115   | 5     | 10     | 0.04            |
| Liverpool F. C. Inglaterra    | 1.ª           | 2017-18       | 22    | 1     | 5      | 2                | 0                | 0                | 6                     | 0                     | 0                     | 30    | 1     | 5      | 0.03            |
| Liverpool F. C. Inglaterra    | 1.ª           | 2018-19       | 36    | 0     | 11     | 0                | 0                | 0                | 12                    | 0                     | 2                     | 48    | 0     | 13     | 0               |
| Liverpool F. C. Inglaterra    | 1.ª           | 2019-20       | 36    | 2     | 12     | 2                | 0                | 0                | 11                    | 1                     | 0                     | 49    | 3     | 12     | 0.06            |
| Liverpool F. C. Inglaterra    | 1.ª           | 2020-21       | 38    | 1     | 7      | 2                | 0                | 0                | 10                    | 0                     | 0                     | 50    | 1     | 7      | 0.02            |
| Liverpool F. C. Inglaterra    | 1.ª           | 2021-22       | 29    | 3     | 10     | 8                | 0                | 2                | 10                    | 0                     | 2                     | 47    | 3     | 14     | 0.09            |
| Liverpool F. C. Inglaterra    | 1.ª           | 2022-23       | 34    | 0     | 8      | 4                | 0                | 1                | 5                     | 0                     | 2                     | 43    | 0     | 11     | 0               |
| Liverpool F. C. Inglaterra    | 1.ª           | 2023-24       | 23    | 3     | 2      | 3                | 0                | 0                | 4                     | 0                     | 0                     | 30    | 3     | 2      | 0.1             |
| Liverpool F. C. Inglaterra    | 1.ª           | 2024-25       | 33    | 0     | 1      | 4                | 0                | 0                | 8                     | 0                     | 1                     | 45    | 0     | 2      | 0               |
| Liverpool F. C. Inglaterra    | 1.ª           | 2025-26       | 1     | 0     | 0      | 1                | 0                | 0                | 0                     | 0                     | 0                     | 2     | 0     | 0      | 0               |
| Liverpool F. C. Inglaterra    | Total club    | Total club    | 252   | 10    | 56     | 26               | 0                | 3                | 66                    | 1                     | 7                     | 344   | 11    | 66     | 0.03            |
| Total carrera                 | Total carrera | Total carrera | 426   | 19    | 74     | 54               | 3                | 4                | 66                    | 1                     | 7                     | 546   | 23    | 85     | 0.04            |
| 1. 2.                         |               |               |       |       |        |                  |                  |                  |                       |                       |                       |       |       |        |                 |

## Palmarés

### Campeonatos nacionales
| Título           | Club            | País       | Año  |
| ---------------- | --------------- | ---------- | ---- |
| Premier League   | Liverpool F. C. | Inglaterra | 2020 |
| Copa de la Liga  | Liverpool F. C. | Inglaterra | 2022 |
| FA Cup           | Liverpool F. C. | Inglaterra | 2022 |
| Community Shield | Liverpool F. C. | Inglaterra | 2022 |
| Copa de la Liga  | Liverpool F. C. | Inglaterra | 2024 |
| Premier League   | Liverpool F. C. | Inglaterra | 2025 |

### Campeonatos internacionales
| Título                       | Club            | Sede     | Año  |
| ---------------------------- | --------------- | -------- | ---- |
| Liga de Campeones de la UEFA | Liverpool F. C. | Madrid   | 2019 |
| Supercopa de la UEFA         | Liverpool F. C. | Estambul | 2019 |
| Copa Mundial de Clubes       | Liverpool F. C. | Catar    | 2019 |

### Distinciones individuales
| Distinción                                                      | Año  |
| --------------------------------------------------------------- | ---- |
| Equipo ideal de la Liga de Campeones                            | 2019 |
| PFA Team of the Year                                            | 2019 |
| Parte de los 100 mejores jugadores del mundo según The Guardian | 2022 |